# Kebasen (Talang)
Kebasen is een bestuurslaag in het regentschap Tegal van de provincie Midden-Java, Indonesië. Kebasen telt 4088 inwoners (volkstelling 2010).